# Монети середньовічного Казахстану (Чагатайський улус)
Монети Казахстану, в період правління чаґатаїдів, почали карбуватися наприкінці 20-х років XIII ст. На монетних дворах у центральних містах Середньої Азії виготовлялися золоті, срібні, посріблені мідні а також мідні монети. Із золота карбувалися динари, зі срібла дирхами (також мідні посріблені) та із міді пули. У 1271 році, після грошової реформи Масуд-бека, мідні дирхами плаковані сріблом вилучили з обігу і замінилися на повноцінні срібні монети (у 1350-х роках, в часи розпаду Чаґатайського улусу, виготовлення посріблених дирхамів на деяких монетних дворах поновилося). У 1321 році, після грошової реформи Кепека, золоті динари замінилися на срібні. 1 динар розмінювався на 6 дирхамів та 96 пулів (фулуси, або фельси). 

## Історія

Мапа володінь та васальних територій Улус Джучі в на початку XIV ст.

Мапа Чагатайського улусу кінця XIII ст.

У другій половині XIII на початку XIV ст. важливим торговим шляхом із Середньої Азії на Алтай (Казалінський район, Кизилординська область, Казахстан) та Монголію були шляхи через Семиріччя.
У 1219 році під час монгольського завоювання Чингісхан захопив Мавераннахр та державу Хорезмшахів. У 1225 році, незадовго до своєї смерті, він передав західні землі Центральної Азії своєму другому синові Чаґатаю, який заснував державу, відому під назвою Чагатайський улус.
У 1225 році у Мавераннахрі керування у грошовій справі отримав податковий відкупник Махмуд Ялавача (1225—1238), призначений ханом Уґедеєм. У 1238 році Чаґатай усунув Махмуда передавши керування у відкупі податків його синові, Масуд-беку (1238—1289) також його було призначено вести грошову справу і у Мавераннахрі). У 1271—1272 році Масуд-Бек провів грошову реформу. Згідно з цією реформою мідні посріблені дирхами старого зразка були вилучені з обігу і замінені на повновагові срібні монети нового зразка. 
У другій та третій четверті XIII ст. існувало небагато монетних дворів. Відомі того часу золоті динари, срібні та мідні посріблені дирхами, а також мідні пули (фулуси). Золоті монети мали тверду вказану пробу — 583 (4⁄6 міскаля, тобто на одну монету мало йти 2⁄3 щирого золота та 1⁄3 лігатури) вагою 3,29 гр.
Після смерті хана Чаґатая (1241) почався розподіл влади поміж родами чингізидів та чаґатаїдів. У 1251 році, після курултаю управління Монгольською імперією було надано хану Мунке (1251–1259), який винищив більшість дорослих осіб із роду чаґатаїдів. У 60-х роках XIII століття онук Чаґатая Алгу відновив владу чаґатаїв в улусі. У східній частині улусу Хулагу Нікудером Ясавуром (1262—1321), племінником Чаґатая, засновується Нікудерійська Орда під керуванням чаґатаїдів. 
У 1280—1309 роках Сигнак був столицею улусу Орда-Іхена. Найбільший економічний розквіт улус отримав за часи хана Дуви (1282–1307). Очоливши державу, Дува доєднав до Чаґатайського улусу Уґедейський. Водночас під час правління Дуви хан Уґедейського улусу Хайду (1230–1301) боровся за владу із засновником династії Юань ханом Хубілаєм та з іншими чингізидами. У 1282 році, на початку правління хана Дуви, поміж Дувою і Хайду виник союз співволодіння. У 1287—1288 роках вони володіли вдвох у Хорезмі, Андижані, Алмалику, Янгі, Таразі, Оші, Маргілані, Муґалаку. А також пізніше у Самарканді, Бухарі, Шаші (Ташкент), Отрарі, Алмати, Іміл (Алмати), Кашгарі, Пуладі, Хотані, Орді, Кенджіді та Таразі. Наприкінці сумісного правління в Худжанді та Хорезмі володарював Хайду, у Термезі, Бадахшані, Хості та Газні — Дува.
Боротьба за ханський трон поміж нащадками Чаґадая набула більших масштабів після смерті Дуви. Спроби різних ханів зміцнити єдність монгольських володінь (зокрема шляхом адміністративної та грошової реформ чаґатаїда Кепек-хана (1318—1326)), не змогли усунути політичної кризи.
У 1321 році, після грошової реформи Кепека в Мавераннахрі, відбулася заміна золотих монет на срібні динари — у деяких містах Чаґатайського улусу відновилося виготовлення монет. За часів правління чаґадайських ханів Кепека (1309, 1318-1326), Ільчиґідая (1326—1329), Дува-Тимура (1329—1330), Тармаширіна (1331—1334), Чанкші-хана (1335—1338), Єсун-Тимура (1338—1342), Алі-Султана (1342), Казан-хана (1343—1346), Баян-Кулі (1348—1358) та Туглуг-Тимура (1347—1363) у великих містах Алмалику, Отрарі, Самарканді, Бухарі та ін. карбувалися срібні монети номіналами 1 динар (7—8 г) та його фракції — 1⁄3 (2,6—2,8 г),
1⁄6 (1,31—1,42 г) та 1⁄12 (0,68—0,71 г) динари. Далі карбування монет відбувалося епізодично, аж до початку XV ст. — повноцінного правління Тимуридів.
У 1334 році, після смерті чагатайського хана Тармаширіна, Нікудерійська Орда припинила своє існування. Бл. середини 1340-х років Чагатайський улус фактично розпався на кілька володінь. У східній частині улусу був утворений Могулістан. В західній частині Могулістану утворилося Сигнацьке ханство. На заході з частиною Мавераннахру до початку XV ст. існував Західний Чаґатайський улус, і якому з 80-х років XIV ст. «керували» маріонетки Тимура.
В 1342 році Узбек-хан призначив свого старшого сина Тінібека ханом Сигнаку. Після смерті Бердібека (1359) хан Сигнацького ханства Теніз-Буга намагався відокремити підвладні йому землі від Золотої Орди, на чолі яких стояв тукатимурид Кара-Ногай. Курултай відмовився визнавати сарайского хана і проголосив створення Сигнакського ханства. У 1370 році ханство було поруйноване Тохтамишом. Повністю ханство припинило своє існування в 1440 році, увійшовши на недовгий період до складу Ногайської орди столицею якого став Сарайчик. З 1469 року Сигнак став столицею Казахського ханства. 
За часи правління хана Баян-Кулі та еміра Казагана карбувалися монети в основному на підконтрольованих землях Хорасану. На початку 1350-х років XIV ст. поновилося карбування посрібленої міді. Крім традиційних монетних дворів виготовленням монет займалися в Дамгані та Астрабаді. Карбувалися срібні монети за нестандартною ваговою нормою в Гераті — 4,25 г динар та подвійний динар вагою 8,5 г; Базар (Астрабад) з ваговою нормою 2,75 г Кухістанські монетні двори: Ханабад, Курат і Табаз — динари вагою 5,2 г. Тобто на монетному ринку з'являється маса монет, карбованих за різними ваговими стандартами. Дирхемів у правління цього хана карбувалося мало і основну масу їх в обігу становили монети, виготовлені раніше (в правління від Кепека до Єсун-Тимура).
На західній частині Середньої Азії у 1266 року Хорезм отримав фактичну незалежність від Монгольської імперії. У 1388 році Тимур зруйнував Куня-Ургенч і підпорядкував собі весь Хорезм. З XVI століття велика частина території Хорезму була включена до Хівинського ханства. Значна частина територій Мавераннахру та Великого Хорасану на початку XVI ст. доєдналися до новоутворених Бухарського та Хівинського ханства.

## Чаґатайський улус

### Монетний двір у Дженді
Залишки середньовічного поселення Дженд знаходяться в 115 км на захід від Кизилорди (Казахстан), на правому березі старого русла Сирдар'ї. Площа городища близько 40 га. У домонгольский час місто було одним із центрів огузців, а згодом кипчаків. У 1219 році було завойоване монголами. Місто проіснувало до XVI століття, весь цей час залишаючись великим центром Передуралля на шляху до Хорезму.

#### Дирхами

Карбування в Дженді. Анонімний дирхем. 1270—1280 рр.

Срібні монети Дженд (араб. جند) відомі в 2-х номіналах: дирхам та його фракція ½ дирхами. За оформленням вони близькі до дирхамів монетного двору Урди ал-Аззам за часів Монгольської імперії. На аверсі дирхема вгорі Шагада Ісламу: «Немає Бога крім Аллаха і Магомет — пророк його» (араб. أشهد أن لا إله إلا الله وأشهد أن محمدا رسول الله)‎. Нижче, під Шагадою, назва місця емісії. Існує різновид цього типу, де назва місця карбування вказана на реверсі, а під Шагадою зазначено дату карбування — 1270 (667/8 р.Г.). На реверсі надпис куфічним почерком сформованим у чотирикутник. На монетах номіналами в ½ дирхами немає жодних вихідних даних. На аверсі в ромбі зображено двоногу тамгу, з боків трикутники та крапки.

#### Пули

Карбування в Дженді. Пул. 1260-ті роки

На городищі Джан-кала, що знаходиться неподалік селища Куандарія (Кизилординська область, Казахстан) було знайдено серед монет 2 пули викарбувані у місті Дженд. Роками раніше подібний пул було знайдено на Булгарському городищі, який дослідник А.З. Сингатуліна віднесла до карбування Булгару. Дослідник Є.Ю. Гончаров спросував її думку, прочитавши на монеті місце карбування — Дженд. В 60-х роках XIII ст. в Криму за часів Менгу-Тимура почали карбуватися монети з двоногою тамгою. Гончаровим припускається варіант, що анонімні дирхами та пули карбувалися кримським намісником від Менгу-Тимура Уран-Тимуром, якому був підпорядкований і Дженд. На аверсі пулів у подвійному лінійному колі зображувалась тамга, нижче карбувалася легенда: «Карбування Дженда». На реверсі в такому ж колі надпис: «Вічний спокій найвище». Підтвердити, чи спростувати це визначення можливо лише за допомогою штемпельного аналізу, коли буде встановлена послідовність зміни штемпелів і відтиски на них, при перекарбуванні монет інших типів.

### Монетний двір у Сигнаці
Місто Сигнак виникло у Х ст. У 1219 р. Сигнак (каз. Сығанақ) захопили монголи. До кінця XIII ст. місто відбудувалося і стало резиденцією правителів лівого крила Улус Джучі — Ак-Орди, яку заснував Орда-Іхен, син хана Джучі. Столицею Ак-Орди стало місто Сигнак. В 40-х роках XIV ст. на пониззі річки Сирдар'ї утворилося Сигнацьке ханство (1340—1379). Першим ханом Сигнаку став Тінібек (1340—1342), призначений Узбек-ханом. 

#### Данги

Карбування в Сигнаці. Данг. Урус-хан. 1377 (788[9] р.Г.

У 1324 році за часів правління улусбека Орди-Іхена та еміра Сигнаку (араб. سغناق) Мубарак-Ходжи (1320—1344/5 (722—743 р.Г.) почали карбуватися срібні данги та мідні пули. Останні данги карбувалися за часів правління улусбека Сигнаку Уруса (1369—1377). За весь період карбування на дангах позначалася легенда звичайним, або куфічним почерком: «Султан справедливий / ...[ім'я] / хай продовжить Аллах його правління». На реверсі в колі, або в чотирикутнику карбувалася легенда в 3 рядки: «Карбування / Монета. Сигнак / ...[Рік]» (араб. ﺿﺭﺏ ‎سغناق سكة). Данги карбувалися в 1330, 1331, 1377, 1379, 1381 (728, 729, 775, 777, 779 роках Гіджри) роках, також без дати виготовлення.

#### Пули

Карбування в Сигнаці. Анонімний мідний пул. 1340 (738 р.Г.) рік.

В період 1329—1340 роках карбувалися мідні монети — пули. Типовим зображенням на монетах була 5-кутна зірка. На реверсі в чотирикутнику легенда в 3 рядки: «Карбування / Сигна / ку» (араб. ﺿﺭﺏ ‎سغناق). Пули карбувалися у 1329, 1333, 1340 (727, 731, 738 рр.Г.) роках, також без дати виготовлення.

### Монетний двір у Барчині
На початку XIII ст. місто Барчин (Барчкенд, Барчінкент) араб. بارجين) оборонявся огузами, які охороняли також підступи до поселень Дженду та Янгікента. Барчин найдовше опирався монголам, про що згадує в своїй книзі італійський місіонер Плано Карпіні: «А одне місто, на ім'я Бархам [Барчин], довго опиралося йому (Ґуюку)». 
У наші часи відоме городище Киз-Кала із залишками міста, що розташоване за 25 км на захід від міста Кизилорда. Планомірні археологічні дослідження на ньому не проводились. Вперше мідний пул Барчина був знайдений у складі скарбу Булгарського городища. Наступні 4 екземпляри були знайденими на городищі Джан-Кали.

#### Пули

Карбування в Барчкенді. Аноніний пул. 1340 (738 р.Г.)

За часів хана Ясун-Тимура карбувалися мідні пули на аверсі яких містилася легенда в 2 рядки: «Карбування Барчину» (араб. ﺿﺭﺏ بارجين). Під надписом «вузол щастя». На реверсі в колі надпис в 3 рядки: «Карбування / Рік / [7]38». Існує різновид без датування та з іншим візерунком.

### Монетний двір у Янгікенті
Стародавнє поселення Янгікент (каз. Янгиқент), що розташовувався в низинах Сирдар'ї, існувало з X по XIV ст. Плано Карпіні відзначав, що це одне з міст, яке вціліло під час монгольських завоювань в Середній Азії. На початку правління Мухаммеда (1451—1510), засновника династії шейбанідів, місто припинило своє існування. Нині це пустельне місце відоме як Джанкент-калу (Янкентське городище) в 22 км на північному заході від міста Казалінська (Кизилординська область, Казахстан). 

#### Пули

Карбування в Янгікенді. Анонімний пул. 1341 (738 р.Г.) рік

В 1340 (738 р.Г.) році карбувалися пули на монетному дворі у Янгікенті (араб. جتكي كند). На аверсі у колі легенда в 3 рядки: «Карбування / Янгі / кент» (араб. ﺿﺭﺏ جتكي كند). На реверсі у колі легенда в 3 рядки: «Шістнадцять [пулів] / [один] Данг / 738».

### Монетний двір в Урда-Базарі
Урда-Базар — середньовічне місто на території Казахстану. Розташоване уздовж річки Кара-Кенґір, приблизно в 150 км на північному заході від сучасного міста Жезказган. Бл. середини 20-х років XIII ст. місто засноване монголами, як столиця Чаґатайського улусу, з 1254 року столиця улусу Орда-Іхена. Пізніше місто стало столицею Кок-Орди та в 20-х роках XV ст. Орди Абулхайра разом з містом Чингі-Тура (також в ті часи місто Чингі-Тура водночас було столицею Тюменського ханства). Місто так само був центром монетного карбування в XV столітті (срібні дирхами).

### Динари

Карбування в Урда-Базарі.^{1}⁄_{6} динари, 1322 (721 р.Г.), Кепек-хан

Перші монети в Урді-Базарі (араб. اوردو بازار) почали карбуватися при управлінні Чагатайського хана Кепека (1309, 1318-1326) у 1322 (721 р.Г.), а згодом у 1327 (726 р.Г.) році за часів правління наступника Ільчиґідая (1326—1329). Завершилося чагатайське карбування у 1358 (757 р.Г.) році за часів правління Абдулаха (1358). Карбувалися срібні динари, та їх фракції — 1⁄6 динари. На аверсі перших фракцій номіналом у 1⁄6 динари в подвійному лінійному (середній крапковий) позначення монетного двору, вгорі віньєтка. На реверсі в подвійному лінійному (середній крапковий) ім'я хана, в центрі Ф-подібна тамга. Внизу рік. На аверсі динарів, часів правління Казан-хана (1343-1346, 1348–1358), та Баян-Кулі (1348–1358) у крапковому та лінійних колах вихідні дані куфічним почерком, внизу в центрі надпису Ф-подібна тамга. На реверсі в лінійному (середній крапковий) та в 6-дуговому картушу легенда в 3 рядки куфічним почерком, що складає чотирикутник, під першим надписом «вузол щастя».

## Мавераннахр

### Монетний двір Алмати
На околицях сучасного міста Алмати збереглася одна із пам'яток XI—XIII ст. середньовічної культури Північно-Східного Семиріччя — городище Торткуль. На початку утворення Золотої Орди Алмати як і інші ближні міста, розташувалося поблизу караванних доріг. З поселень Алмати та Талгару напрямок Великого шовкового шляху розгалужувався на декілька степових доріг, що вели на схід.

#### Дирхами

Карбування Алмати. Анонімний дирхем, 1285—1287 роки

В останній четверті XIII ст., за часів співуправління Хайду та Дуви, в Алматі (араб. ألماتي) почав функціонувати монетний двір, на якому карбувалися срібні дирхеми. Карбування срібних дирхемів було недовготривалим — 1285—1287 роках. Відомі 2 типи монет: 
- 1) На аверсі у центрі лінійного кола Г-подібна тамга, зліва від неї М-подібна тамга з кільцем над нею, з боків дві великі вертикальні лінії. За колом куфічним почерком карбувалася Шагада. На реверсі у чотирикутному полі в 2 рядки куфічним почерком надпис: «Великий володар». Зі сторін чотирикутника легенда: «Карбувався цей [дирхам] в Алмати в році...». Діаметр — 22—24 мм, вага — 1,73 г.
- 2 ) На аверсі у центрі лінійного кола Г-подібна тамга з 6 перлинами, зліва від неї віньєтки. За колом куфічним почерком карбувалася легенда: «Влада [належить] єдиному і всемогутньому Аллаху». На реверсі у колі М-подібна тамга з кільцем над нею, з боків перлини та віньєтки. По колу надпис: «Карбувався цей [дирхам] у місті Алмати в році...». Діаметр — 22 мм, вага — 1,87 гр[38].

### Монетний двір у Імілі
Місто Іміл, як і ввесь район, мало також іншу назву Кабак (араб. قاباق). Розташовувалось місто в околицях Алмати.
Можливо Імілом в монгольські часи називали весь район Алмати.

#### Дирхами

Карбування в Імілі. Дирхам. 1263 (661 р.Г.) рік. Вага — 1,44 г

Срібні дирхами Імілу почали карбуватися за часів правління Чаґатая (1225—1242). Останні дирхами карбувалися за часів хана Алгу (1261—1266). 
- 1) Дирхам. 1230, 1235. У центрі лінійного кола куфічним почерком карбувалася Шагада. На реверсі 3 лінійні кола, в центральному в 2 рядки куфічним почерком надпис: «Великий володар». В першому колі вихідні дані: «Карбувався цей [дирхам] в Імілі...». Рік абжадом. У центрі надпису Г-подібна тамга.
- 2) Дирхам. 1245 (643 р.Г.) рік. У центрі лінійного кола куфічним почерком карбувалася Шагада. На реверсі 3 лінійні кола, в центральному в 2 рядки куфічним почерком надпис: «Великий володар». В першому колі вихідні дані: «Карбувався цей [дирхам] в Імілі...». Рік абжадом. У центрі надпису М-подібна тамга з кільцем над нею. Існують 2 варіанти монет з позначенням монетного двору: в Імілі та в Кабаку. Вага — 1,44 г.
- 3) Дирхам. 1261—1266. На аверсі у центрі лінійного кола Ж-подібна тамга сполучена з М-подібною. З боків віньєтки. По колу монети Шагада. На реверсі у чотирикутному полі в 2 рядки уйгурською мовою вихідні дані в 3 рядки. Існує різновид із зображенням на аверсі П-подібної тамги зі сполученою М-подібною[40].

### Монетний двір у Кенджіді
У середній течії Сирдар'ї, на берегах річки Арись розміщувалося поселення Кенджід із центральним містом Узбанікент (Субанікент). В 20-х роках XIII ст. місто увійшло до складу Чаґатайського улусу. Головним містом у Кенджіді, в часи чаґатаїдів, став Карааспан (Караасаман). Наприкінці XIV ст. території Кеджінду увійшли до складу держави тимуридів. В 1392 році у Караасамані Тимур приймав послів від хана Тохтамиша. Нині, неподалік сучасного села Карааспан (Ордабасинський район, Південно-Казахстанська область, Казахстан) знаходиться городище Карааспан-тобе на місці колишніх поселень.

#### Дирхами

Карбування в Кенджіді, 1270 роки, дирхам

Наприкінці 70-х років XIII ст. карбувалися срібні дирхами з позначенням монетного двору Кенджід (араб. كنجده). 
- 1) Дирхам. 1279, 1283, 1297 (677, 681, 695 рр.Г.) роки. В лінійному колі та 6-пелюстковій розеті Г-подібна тамга, над нею надпис у 2 рядки, навколо позначення монетного двору та рік абджадом. На реверсі у 2-лінійному картуші Г-подібна тамга. Вгорі та внизу віньєтки. Навколо легенди в центрі в чотирьох кільцях короткий надпис, поміж кільцями довгий надпис.
- 2) Дирхам. 1293 (691 р.Г.) рік. В чотирикутному картуші Г-подібна тамга, з боків 2 віньєтки. На реверсі у одно- та 2-лінійному картуші Г-подібна тамга. Вгорі та внизу віньєтки. По краю монети Шагада.
- 3) Дирхам. 1279, 1298 (677, 696 р.Г.) рік. В чотирикутному картуші зазначення монетного двору. З боків дата цифрами та абджадом. На реверсі у одно- та 2-лінійному картуші Г-подібна тамга. Вгорі та внизу віньєтки. По колу ім'я багдадського халіфа Ахмада ан-Насіра.
- 4) Дирхам. 1298 (696 р.Г.) рік. В чотирикутному картуші зазначення монетного двору. З боків дата цифрами та абджадом. На реверсі у одно- та 2-лінійному картуші Г-подібна тамга. Вгорі та внизу віньєтки. Навколо ім'я багдадського халіфа.
- 5) Дирхам. 1298 (696 р.Г.) рік. В 6-кутній зірці Г-подібна тамга. В полі зазначення монетного двору та дата. На реверсі у одно- та 2-лінійному картуші Г-подібна тамга. Вгорі та внизу віньєтки. Навколо ім'я багдадського халіфа[42].

### Монетний двір у Кутлуґкенті
Місто Кутлуґкенд в перекладі з тюр. означає «місто щастя». Населений пункт знаходиться на караванному шляху між Сараєм і Хорезмом і можна стверджувати, що саме так на рубежі XIII—XIV століть так називалося місто, що знаходиться нині на території сучасного Атирау. У своїй книзі «Огляд шляхів у володіннях різних країн» єгипетський мандрівник Шахаб ад-дін Ахмед (пом. 1348 р.) зазначив «Відстань від [Сарая] до Хорезма близько одного з половиною місяці [шляху], а поміж [Хорезмом] і Сараєм — міста Вачик [([Сара]Уйшик? від Рева Р.Ю.)] і Кутлугкент». Історик Р.Ю. Рева припускає варіант, що місто Кутлуґкент, знаходилося неподалік міста Сарайчика. 

#### Дирхам

Карбування в Кутлуґкенті. Дирхам. 1272 (672 р.Г.) рік

У 1272, 1278 (672, 678 рр.Г.) роках за часів правління Менгу-Тимура карбувалися срібні дирхеми на монетному дворі в Кутлуґкенті. На аверсі в подвійному колі (перший крапковий) в полі китайський ієрогліф «Цзи» (знак), нижче тамга Менгу, з боків тамги легенда: «Слава вічна і честь продовжується». На реверсі в потрійному колі в полі монети чотирикутник із перлин, під ним рік. В центрі чотирикутника легенда: «Дирхем карбований у Кулуґкенті. 672» Діаметр — 17,5—19,0 мм. Вага — 1,52—1,57 г. Монета 1278 року карбувалася з незначною різницею в надписах.

### Монетний двір Янги
В 1307 році під час розподілу територій поміж чаґатаїдами місто Тараз було спаленим і розграбованим. Арабський мандрівник того часу Вассаф зазначив у своїх записах, що «...по вітру розвіяли землі Тараза, як і землі ближніх поселень, а до мешканців застосували тортури. Що змогли — забрали, а решту спалили». Арабські та європейські мандрівники середини XIII — початку XIV ст. називали місто Тараз «Яні» (укр. Новий (інші назви — Янгі, Янгі-Тараз): «Місто Яни, мав назву до завоювання Тараз...», тим самим засвідчуючи, що після погрому — це вже було інакше місто. За часів шейбанидів у 1513 році, під час походу казахського хана Касима до Сайрами, в своїх записах Мірза Мухаммед-Гайдар (1499—1551) згадує про місто з подвійною назвою «Могули називали [місто] Янгі-Тараз... У степах зустрічалися і інші поруйновані міста, але невідомо які з цих зруйованих міст називалася Янгі і як називалися інші...». 

#### Дирхами

Карбування в Янгі. Дирхам. Бл. 1290—1300. Дува та Хайду (1282—1306)

Під час співуправління ханів Чагадайського улусу Дуви та Хайду (1282–1306) карбувалися срібні дирхами з позначкою моненого двору Янгі (араб. جديد). На аверсі монет у лінійному колі 4-дуговий картуш, в центрі якого Г- та Ф-подібні тамги. З боків картушу віньєтки. По колу Шагада. На реверсі у лінійному колі та у чотирикутнику вихідні дані. Існують різновиди з тамгами в чотирикутнику, та без зображень на реверсі.
Історик-східнознавець Петров П.Н. схиляється до думки, що Янгі міг бути окремим містом у віялеті Янгі. В районі 100-200 км існували міста зі схожими назвами: Янгі-Тараз, Янгі-Кенджід, Янгі-Балик. Янгі-Балик також був знищений монголами і відновився лише наприкінці XIII ст. початку XIV ст. під назвою Янгі. Точне визначення місцезнаходження поселення Янгі-Балик археологами  на даний час невідоме. Виготовленні ж монет у Таразі та Кенджіді створюють зовсім іншу типологію, яка можлива лише в одному випадку — Янгі окреме місто.

### Монетний двір у Таразі
У 1219—1220 роках території центральної та східної Азії захоплювали монголи. Письмових згадок про руйнування Таразу не збереглося, але залишки вогню, виявлені під час археологічних розкопок, свідчать про те, що місто спалили. В горах, неподалік зруйнованого міста, добували срібло. В XIII—XIV ст. місто входило до складу Чаґатайського улусу. В 1307 році після смерті Дуви, місто було знову спаленим і розграбованим. Останній раз місто під назвою Тараз згадувалося в дорожньому путівнику за 1345 рік. В записах говорилося про те, що місто Тараз знаходилося на Великому шовковому шляху від Мавераннахру до Алмалику. В ті часи постійні війни поміж династіями в центральній та середній Азії, перешкоджали торгівлі з віддаленими країнами, а відкриття морських шляхів із  західної Європи до Індії припинило торгівлю на стародавній шовковій дорозі та привело до економічного занепаду ряду міст. Серед таких міст опинився і Тараз. Нині відбудоване місто Тараз — адміністративний центр Жамбильської області, яке розташоване на півдні Казахстану, на лівому березі річки Талас.

#### Динари

Карбування в Янгі-Тараз. Динар. Тармаширін (1331-1334)

За часів правління хана Тармаширіна в Таразі (араб. طراز) карбувалися срібні динари та його фракції — 1⁄6 динари з позначкою монетного двору Янгі-Тараз. На аверсі монети номіналом у 1 динар  карбувалося в центральному лінійному колі лінійний чотирикутник, в полі легенда, вгорі та знизу «вузли щастя». З боків чотирикутника легенда. По колу в лінійному колі надпис, вгорі з лівого боку над центральним колом Ф-подібна тамга. На реверсі у лінійному колі 8-дуговий картуш із 4 загостреними краями в полі легенда. В зовнішньому лінійному колі — легенда. Монети номіналом в 1⁄6 динари (Вага — 1,2—1,34 г) подібні до 1-динарових.

#### Дирхами

Карбування в Таразі. Дирхам. 1307 рік. Дува (1306–1307)

В період 1270-1310 роки карбувалися дирхами з однією, подвійною, з 3 та 4 різними тамгами, що свідчило про співуправління ханів та емірів Таразу водночас. Відомі декілька типів дирхамів:
- 1) Дирхам. 1273, 1279, 1285 (671, 677, 683 рр.Г.) роки. В двохлінійному колі чотирикутний картуш, в якому Г- та Ж-подібні тамги та декілька орнаментальних кільців. З боків картушу віньєтки та позначення монетного двору. На реверсі у дволінійному колі 6-кутна зірка, в полі якої 2 Г-подібні тамги. З боків дата аджаном.
- 2) Дирхам. 1273, 1288, 1291, 1308 (671, 686, 689, 706 рр.Г.) роки. У полі чотирикутного картушу Шагада, в центрі Г-подібна тамга. На реверсі у двохлінійному колі 6-кутна зірка, в полі якої вихідні дані. З боків дата цифрами. Існує різновид з Г-подібною тамгою в маленькому чотирикутнику в центрі на аверсі, а також з круглим, чи хвилеподібним картушем. Також з Ф-подібною тамгою на реверсі.
- 3) Дирхам. 1279 (677 р.Г.) рік. У полі хвилеподібного картушу надпис, в центрі в малому колі Г-подібна тамга. На реверсі у дволінійному колі 6-кутна зірка, в полі якої вихідні дані. З боків дата цифрами. Існують різновиди з чотирикутником на реверсі, в центрі Ф-подібна тамга. Також не датовані.
- 4) * 1) Дирхам. 1288, 1298, 1301 (686, 696, 699 рр.Г.) роки. В двохлінійному колі чотирикутний картуш, в якому Г- та Ф-подібні тамги та декілька орнаментальних кільців. З боків картушу віньєтки. На реверсі у двохлінійному колі 6-кутна зірка, в полі якої 2 Г-подібні тамги. В боків кутів зазначення монетного двору та дата. Існують різновиди з трьома Г-подібними тамгами (одна вертикальна), нижче Ф-подібна. На реверсі одна Г-подібна тамга. Також існують різновиди з «вузлом щастя» в центрі аверсу[46].

#### Пули

Карбування в Таразі. Фулус (1,7 г). Співуправління Дуви та Хайду (1282—1306)

В період з 1260 по 1290 роки в Таразі карбувалися мідні пули. У  лінійному колі в центрі чотирикутна рамка, в полі рамки Ф- та Г-подібні тамги, з боків надписи. На реверсі у лінійному колі та у центральній чотирикутній рамці вихідні дані.

### Монетний двір в Отрарі
Під час монгольської навали містом правив Каїр-хан. В 1219 році місто було захоплене монгольськими військами під керівництвом синів Чингісхана: Чаґатая й Уґедея. З того часу місто перебувало у складі Чаґатайського улусу. У січні 1405 року в Отрарі, на початку свого походу на Китай, помер Тимур. У період з 1465 по 1718 роки — одне з основних міст Казахського ханства. Нині Отрарське городище знаходиться за 57 км² від міста Туркестан ( Південно-Казахстанська область, Казахстан).

#### Динари

Карбування в Отрарі. 1⁄6 динари. Дува-Тимур. 1330 (729 р.Г.) рік

Після грошової реформи Кепек-хана в Отрарі (араб. فاراب) карбувалися срібні динари та його фракції — 1⁄6 та 1⁄12 (0,62—0,67 г) динари. Роки карбування — 1320—1350. 
- 1) На аверсі монет в 1⁄6 та 1⁄12 динари в центрі Ф-подібна тамга, навколо легенда. Внизу рік. На реверсі в центрі довгаста віньєтка, навколо неї вихідні дані.
- 2) На аверсі 1-динарних монет надпис у 4 рядки, в центрі легенди (або знизу) Ф-подібна тамга. На реверсі в 2-лінійному колі позначення монетного двору, знизу дата[48][49].
- 3) У 1343, 1344 (742, 743 рр.Г.) та 1345—1346 (746 р.Г.) роках карбуються срібні динари з іменем Казан-хана.
- 4) У 1342 (741 р.Г.) році карбуються динари Халі-Султана з 2 подвійними Г-подібними тамгами.
- 5) У 1341-1343 карбуються динари, на яких позначені обидва імені ханів.
- 6) У 1347 (746 р.Г.) в Отрарі знову карбують монети лише з іменем Казан-хана з Ф-подібною тамгою. В подальші роки карбувалися динари та його фракції лише з Ф-подібною тамгою. Монети цього періоду карбувалися з легендами уйгурською та арабською мовами[50].

#### Дирхами

Карбування в Отрарі. Дирхам. 1280-1290 роки

Дирхами Отрару карбувалися на початку 30-х років XIII ст.
- 1) Дирхам. 1231—1264 (649—662 р.Г.). В полі Шагада та зазначення ім'я багдадського халіфа.  Зверху віньєтка, з боків орнамент у вигляді кол, по колу монети надпис: «Монета ханська». У верхньому рядку поля титули халіфа Насира, внизу віньєтка, з боків орнамент у вигляді кол, по колу монети вихідні дані: «Дирхем ханський. Отрар».
- 2) Дирхам. 1279—1287, 1292, 1308 (677—685, 690, 706). В лінійному та крапковому колі надпис великими літерами у 2 рядки, що створює чотирикутник. Внизу дрібнішими літерами позначення монетного двору та дата аджаном. На реверсі в круглому картуші Г-подібна тамга та 2 віньєтки. По колу монети надпис.
- 3) За часів Шах-Темура у 1357 та 1358 роках відновилося виготовлення дирхамів. На аверсі і реверсі в подвійному лінійному (середній крапковий) колі надписи, в нижньому рядку на аверсі Ф-подібна тамга[51].

#### Пули

Карбування в Отрарі. Пул. хан Дува. 1300 (698 р.Г.) рік

Мідні пули Отрара карбувалися в 1279, 1283, 1284, 1286, 1287, 1300 та 1301 (677, 681, 682, 684, 685. 698, 699 рр.Г.) роках. В центрі поля карбувався надпис у 2 рядки скомпонований у чотирикутник. З усіх його боків випускні дані. На реверсі в чотирикутному картуші Г-подібна тамги. По колу монети ім'я та титул багдадського халіфа. Вага — 4,02-4,26 гр.

### Монетний двір у Сайрамі
У епоху раннього середньовіччя (IX-XII століття) на місці Сайраму знаходилося місто Іспіджаб, яке входило до складу Мавераннахра. З XIII століття місто стало відомим під назвою Сайрам. У 1221 році поселення Сайрам опиняється під владою Чингісхана, а з 1224 року у складі Чаґатайського улусу. Після розпаду улусу на дрібні держави, Сайрам увійшов до складу держави Тимуридів. У ті часи це було велике поселення із 40-ма брамами, і для подорожі містом з одного кінця в інший не вистачало дня. У 1221 році китайський мандрівник і відлюдник Цю Чанчунь описує місто під назвою Сайра. Знаменитий історик Рашид-ад-Дін (1247-1318) згадував про поселення під назвою Кара-Сайрам. Нині село Сайрам, яке розміщене на річці Сайрам-Су і знаходиться на території Південно-Казахстанської області в 10 км на схід від мікрорайону Шимкент.

#### Динари

Карбування в Сайрамі. Динар (7,6 г), 1354 (753 р.Г.), Баян-Кулі

За часів правління Даніш-Менке (1346—1348) та Баян-Кулі (1348—1358) карбуються срібні динари (7,3—7,6 г) у Сайрамі (араб. إسفیجاب‎‎). На аверсі в 8-дуговому картуші з 4 загостреними кутами, надпис в 3 рядки: «Аль-султан аль-адалід ...[ім'я хана] шах-хан». З боків віньєтки. Внизу Ф-подібна тамга. На реверсі в лінійному колі крапковий чотирикутник в полі надпис в 3 рядки, з боків надписи.

#### Дирхами

Карбування в Сайрамі. Дирхам. Бл. 1270-х рр.

В період з 1240—1270 роках у Сайрамі карбувалися мідні посріблені дирхеми вагою бл. 5,3—6 г. На аверсі монети в лінійному центральному колі Г-подібна тамга, вгорі та знизу надписи. В зовнішньому лінійному колі по краю монети позначення монетного двору та рік абджадом. На реверсі в лінійному колі надпис в 3 ряди, що створюють чотирикутник. 